# Глыбоченский сельсовет
Глыбоченский сельсовет — административная единица на территории Ушачского района Витебской области Республики Беларусь.

## Состав
Глыбоченский сельсовет включает 27 населённых пунктов:
- Аделино — деревня.
- Антуново — деревня.
- Бальбиново — деревня.
- Батярщина — деревня.
- Березово — деревня.
- Бодялино — деревня.
- Быстрики — деревня.
- Василевичи — деревня.
- Глыбочка — агрогородок.
- Двор-Усвея — деревня.
- Заговалино — деревня.
- Заполье — деревня.
- Капустино — деревня.
- Ковалевщина — деревня.
- Красная Горка — деревня.
- Красное — деревня.
- Крыжи — деревня.
- Ляхово — деревня.
- Осиновка — деревня.
- Островляны — деревня.
- Пенная Нива — деревня.
- Ратьково — деревня.
- Сонькин Рог — деревня.
- Усвея — деревня.
- Усвица — деревня.
- Шелопечино — деревня.
- Яковки — деревня.

Упразднённые населенные пункты на территории сельсовета:
- Павловщина — деревня.